# India Gate

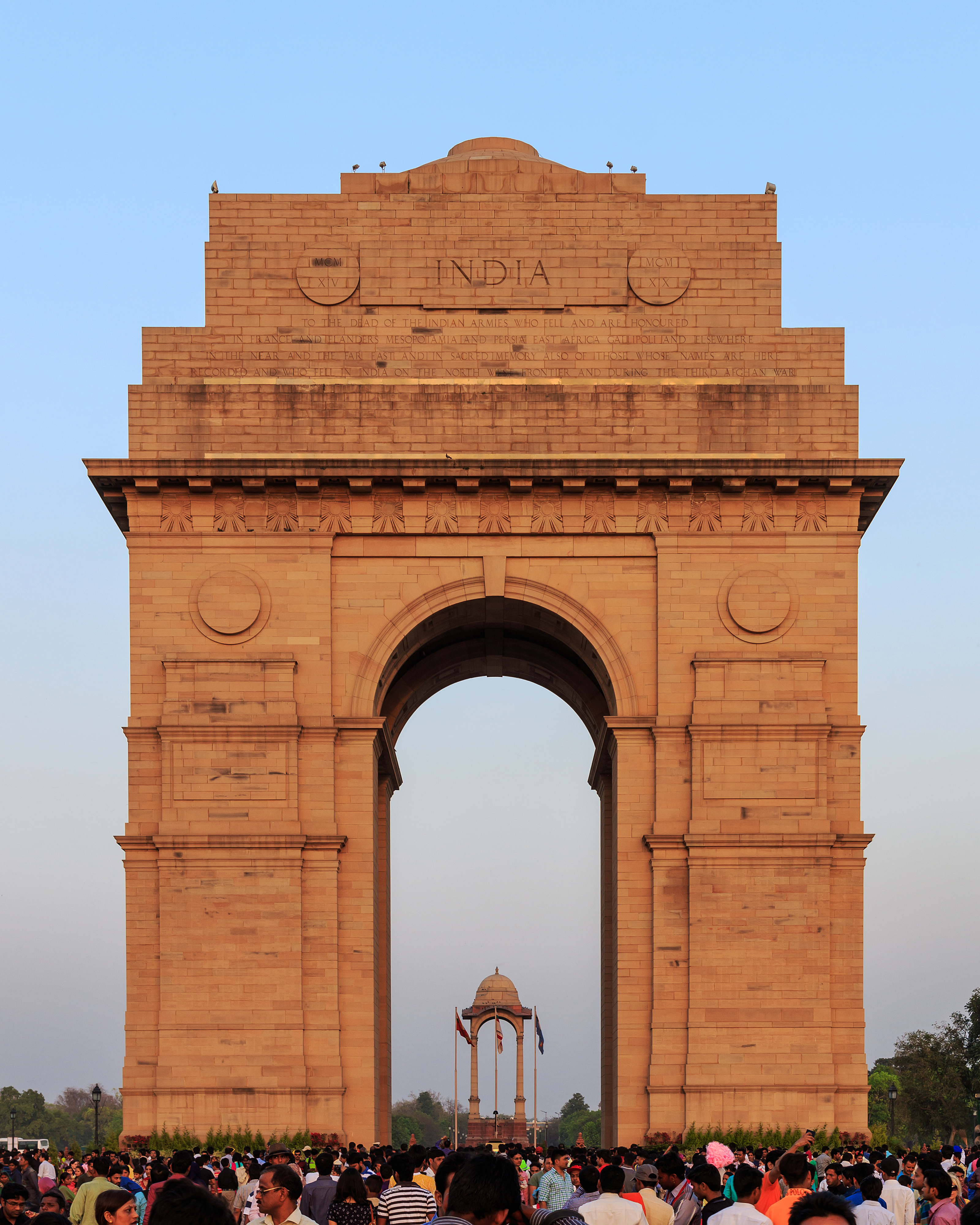
India Gate in Neu-Delhi

Das India Gate (offiziell All India War Memorial) ist ein einbogiger Triumphbogen in der indischen Hauptstadt Neu-Delhi.
Der 42 m hohe Bogen wurde 1921 von Edwin Lutyens nach dem Vorbild des Arc de Triomphe in Paris entworfen. Das Monument erinnert an die Soldaten aus Britisch-Indien, die im Ersten Weltkrieg für das Britische Empire ihr Leben ließen. Eingraviert sind die Namen von 90.000 indischen und britischen Kriegstoten des Ersten Weltkriegs, außerdem die Namen von 3.000 Soldaten, die an der Nordwestgrenze und 1919 im Krieg in Afghanistan starben. Auch die Toten im Bangladesch-Krieg im Jahre 1971 werden durch das Denkmal unter dem India Gate geehrt.